# 金塔纳尔-德拉奥登
金塔纳尔-德拉奥登是西班牙卡斯蒂利亚-拉曼恰托莱多省的一个市镇。总面积88平方公里，总人口9779人（2001年），人口密度111人/平方公里。